# Louis Verdier
 (avril 2024).
Pour les articles homonymes, voir Verdier.
Louis Verdier (Corrèze, 12 mai 1886 - Paris (16e arrondissement), 1er octobre 1982,) est un ingénieur maritime français, ancien combattant de la guerre 14-18, fut le directeur des usines Gnome & Rhône, la plus grosse affaires de moteurs d’aviation en Europe, nationalisée après la guerre pour devenir la Snecma.

## Histoire
Appartenant à la petite bourgeoisie provinciale et classique, républicaine, d’ascendance catholique et protestante, il est élevé dans le culte de la Patrie. Polytechnicien, il est capitaine d’artillerie et ingénieur de l’armement pendant la guerre 14/18.
Il entre à la Société des Moteurs d’avions Gnome et Rhône au début des années 1920 et en devient bientôt directeur des usines. En juin 1940, alors qu'il accompagnait à Bordeaux l'administrateur de la société, Paul-Louis Weiller (le troisième plus grand aviateur de la guerre 14/18 après Guynemer et Fonck), celui-ci, qui était juif et ne pouvait donc rester à la tête de la société, lui aurait déclaré : « Louis, je suis obligé de partir, mais vous devez rester et me succéder au poste d’administrateur délégué car il faut penser à nos ouvriers dispersés sur la route en plein exode, à nos machines-outils et à nos usines. Je vous fais confiance pour que, comme je l’aurais fait moi-même, vous défendiez les intérêts de la France ». En octobre 1940, Louis Verdier était nommé administrateur délégué de la société : il le resta jusqu’en 1944. L’entreprise sera ensuite nationalisée et deviendra la Snecma.
Pendant l'occupation, à la tête de Gnome et Rhône, il s'efforce de maintenir le personnel en France, d'éviter les départs en Allemagne des ouvriers spécialisés et du parc des machines, de n’assurer à ses usines qu’une production réduite. Fort de sa position, Louis Verdier aide son fils Jean-Gérard à monter en 1943 la Section motorisée du XVIe, agissant dans la Résistance, qui aida les Blindés de Leclerc à entrer dans Paris. Il lui fournit des vélomoteurs et des side-cars, soustraits clandestinement, pièce par pièce, à l’usine de Gennevilliers malgré la surveillance allemande, et remontés par les deux techniciens détachés de l’usine et mis à la disposition de la Section).

## Décorations
- Chevalier de la Légion d'honneur